# 寻 (纪录片)
《寻》（英語：Found）是2021年中美合拍纪录片，由阿曼达·利皮茨制片兼执导，讲述三名被美国人收养的中国女孩通过23andMe网站发现他们有血缘表亲关系，回到中国寻找亲人的故事。影片于2021年10月9日在汉普顿国际电影节全球首映，2021年10月20日由Netflix发行。

## 背景
主角是三位被美国家庭收养且有表亲关系的中国少女：
- 吉晓群[註 1]（英文名：Chloe Lipitz），23岁，患有唇腭裂，1996年9月生于广东茂名化州，出生当天遭父母遗弃后，被化州市社会福利院收养，后被美国西雅图的一个犹太教家庭收养，之后搬到凤凰城生活[2][3][4]
- 春华冯[註 1]（英文名：Sadie Mangelsdorf），14岁，2003年12月生于广东阳江阳春，遭父母遗弃后，被阳春市综合福利院收养，后被纳什维尔一个信奉福音派的家庭收养，养父母离婚[2][3][5][6]
- 吉美苞[註 1]（英文名：Lily Bolka），17岁，1999年12月出生于广东茂名化州，父母弃养后被化州市社会福利院收养，后被俄克拉荷马州一个天主教大家庭收养[2][3][7][8]

影片讲述三位被收养的女孩通过DNA检测服务机构23andMe，发现她们是有血缘关系的表亲。他们找到中华家脉（My China Roots）公司系谱调研员刘好，希望对方帮助自己找寻在中国的亲人。她们来到父母遗弃她们的地方及住过的孤儿院，探望疑似亲生父母。整个过程中，她们与其他人被身份认同问题及一孩政策的实施困扰。三人最终没能找到自己的亲身父母，但影片结尾有一对疑似亲生父母找到了另一个女孩。

## 制作
导演阿曼达·利皮茨是吉晓群姨妈。影片是她继2017年《嘻哈舞社》后第二部纪录长片。制作过程中，阿曼达三次前往中国，最后一次是和三个女孩一起去。影片采用真实电影风格拍摄，利皮茨表示拍摄期间需要考虑女孩们的情绪健康。影片于2019冠状病毒病疫情爆发前结束拍摄。

## 发行
2021年8月，Netflix买下影片发行权。2021年10月9日，影片在汉普顿全球首映。2021年10月20日国家收养日当天，影片在Netflix上线。影片发行后，三位女孩收到不同国家被收养者发来的大量信件。

## 专业评价
根据評論匯總网站爛番茄汇总的15篇评论文章，100%的评论家给予该作正面评价，平均打分为8.0分（满分10分）影片在Metacritic网站上得到普遍好评，獲得了82/100分（6位影評人）。
《纽约时报》影评人丽莎·肯尼迪（Lisa Kennedy）认为，影片“充满凄美时刻”，表扬影片对三位女孩的展现复杂得精彩。《华尔街日报》的约翰·安德森（John Anderson）表扬利皮茨敏感捕捉到故事的痛苦一面，但觉得狭隘的议题给他留下了不少疑问。《芝加哥論壇報》妮娜·梅茨（Nina Metz）认为影片“非常感人”，被一次次的感情冲突吸引，悲喜交加之余，也有点困惑。《洛杉磯時報》的凯蒂·瓦尔什（Katie Walsh）认为利皮茨对少女内心生活展现出深切的同情和兴趣，为收养他们的家庭献出独一无二的爱提供坚实论据。《荷里活報道》的安琪·韩（Angie Han）认为影片“想方设法从各个角度考虑情况，看似简单的故事一旦被揭开，就会流露出复杂的感情”。她表扬影片的叙事“不拘小节、不慌不忙，优先考虑用直接真实的经历，而不依靠独立的分析或轰动的揭露场面”，让人觉得“亲切”，不会有剥削的感觉，用模棱两可的态度抚慰人心。TheWrap的隆达·拉恰·彭里斯（Ronda Racha Penrice）认为影片展现出真挚的爱，让人很难收住眼泪。